# Moudré děti
Moudré děti (v originále The Wise Kids) je americký hraný film z roku 2011, který režíroval Stephen Cone podle vlastního scénáře. Film zachycuje skupinu dospívajících na maloměstě v Jižní Karolíně. Snímek měl světovou premiéru na filmovém festivalu Outfest v Los Angeles 9. července 2011. V ČR byl uveden v roce 2015 na filmovém festivalu Febiofest.

## Děj
Tim, Brea a Laura jsou středoškoláci a kamarádi v malém městě v Jižní Karolíně. Jsou součástí tamní baptistické komunity, kde nacvičují pašijové hry. Poslední léto před odchodem na univerzitu každý z nich řeší svůj vlastní problém. Brea je dcera místního pastora a začíná pochybovat o své víře. Tim se vyrovnává s faktem, že je gay. Pro Lauru je zjištění Timovy homosexuality nepřijatelné z náboženských důvodů. Tim se na svých narozeninách sblíží s Austinem, který vypomáhá v kostele. Jeho žena Elizabeth se v manželství cítí velmi osamělá. Tim a Brea odcházejí po prázdninách studovat do New Yorku, Laura do Weatherfordu. Na Vánoce se opět setkávají.

## Obsazení
| Molly Kunz        | Brea           |
| Tyler Ross        | Tim            |
| Allison Torem     | Laura          |
| Matt DeCaro       | Jerry          |
| Sadieh Rifai      | Elizabeth      |
| Stephen Cone      | Austin         |
| Cliff Chamberlain | Dylan          |
| Sadie Rogers      | Cheryl         |
| Ann Whitney       | paní Powellová |
| Rodney Lee Rogers | pastor Jim     |
| Lee Armstrong     | Harry          |
| Laurel Schroeder  | Erin           |
| Sharon Graci      | Kathy          |
| Sullivan Hamilton | Haley          |
| Jonathan Jones    | Josh           |
| Jacob Leinbach    | Brad           |
| Tessa Nicole      | Savannah       |
| Porter Spicer     | Matthew        |
| Eric Hulsebos     | Ryan           |
| Alyssa Puckett    | April          |